# Feuchtgebiete
Feuchtgebiete ist der erste Roman von Charlotte Roche.
Er erschien im Februar 2008 und wurde insbesondere durch den sehr offenen Umgang der Protagonistin mit ihrem eigenen Körper und verschiedenen Sexualpraktiken bekannt.

## Handlung
Helen Memel ist 18 Jahre alt und liegt auf der proktologischen Abteilung eines Krankenhauses. Sie wartet darauf, dass sie wegen einer Analfissur, die sie sich während der Intimrasur der Anusregion zugezogen hat, und wegen ihrer Hämorrhoiden operiert wird. Helen hegt die stille Hoffnung, dass ihre geschiedenen Eltern durch den Krankenhausaufenthalt der Tochter wieder zusammenfinden. Sie versucht, dies zu forcieren und ihren Krankenhausaufenthalt zu diesem Zweck zu verlängern, und berichtet von ihren bisherigen sexuellen Erfahrungen, ihrer Einstellung zu Menstruationsblut, Urin, Eiter, Sperma, Smegma und von ihr angewendeten Selbstbefriedigungspraktiken. Nebenbei züchtet sie Avocados, deren Kerne sie auch in ihre Masturbation einbezieht. Sie flirtet mit dem Krankenpfleger Robin, der ihr beim Fotografieren der Fissur hilft. Als sie sieht, wie er mit einer Kollegin spazieren geht, wundert sich Helen über ihre Eifersucht. Letztlich gelingt es ihr trotz einiger Bemühungen nicht, ihre Eltern zu versöhnen. Sie will den Kontakt zu ihrer Mutter, bei der sie wohnt, abbrechen. Um auch ihren Bruder von der Mutter zu entfremden, enthüllt sie ihm das Kindheitstrauma, das er verdrängt hat und an dem die Mutter schuld ist. Zum Schluss fragt sie Robin, ob sie bei ihm wohnen dürfe. Er wartet kurz, während Helen in ihrem Krankenzimmer eine stille Botschaft für ihre Familie hinterlässt. Daraufhin verlassen beide das Krankenhaus, um auf seinem Fahrrad zu ihm nach Hause zu fahren.

## Hintergrund und persönlicher Bezug
Der Roman geht in expliziter und provokanter Weise mit Themen wie Ekel und Sexualität um. Die Erzählerin berichtet von ihrer Praxis mit sexuell motiviertem autoaggressivem Verhalten, Exkrementophilie oder Mukophagie („Körperausscheidungsrecyclerin“) und Gedanken an Inzest und zahlreiche andere Tabuthemen.
Roche zufolge soll das Buch auf bestehende Tabuisierungen in der Gesellschaft hinweisen und übertriebene Reinlichkeitsvorstellungen kritisieren. So werde als Hauptproblem vieler Frauen neben Komplexen bezüglich ihrer Figur auch Hemmungen im Umgang mit ihrer eigenen Körperlichkeit gesehen, die sich insbesondere auf das Sexualleben negativ auswirken würden. Jedoch liege gerade in Körpergerüchen und -flüssigkeiten des Partners ein erotischer Reiz, der durch überzogene kulturelle Hygienevorstellungen oftmals übersehen werde. Roche fordert einen offenen und weniger verkrampften Umgang mit der Sexualität und dem eigenen Körper. Sie lehnt gesellschaftliche Schönheitsnormen wie Schamhaarentfernung oder Schlankheit nicht rigide ab, appelliert aber für ein reflektiertes Verhältnis diesen gegenüber. Frauen sollten sich fragen, ob sie bestimmte Maßnahmen nur unternehmen, um Männern zu gefallen, oder ob es ihren eigenen Wünschen entspricht. Auch eine kritische Auseinandersetzung mit neuen Entwicklungen wie Schamlippenverkleinerung und Anal bleaching sieht sie als notwendig an.
Das Buch hat weitgehende persönliche Bezüge, laut Roche „sind 70 % des Buches autobiographisch“. Wie Helen Memel war Roche in ihrer Jugend sehr rebellisch und liebte die Provokation. Auch in einigen Details zeigen sich Parallelen, zum Beispiel hat auch Roche ein Brustwarzenpiercing. Roches „Hygienekritik“ äußert sich in dem oft normwidrigen und „ekligen“ Verhalten von Helen Memel.
Am 27. September 2008 fand im neuen theater Halle die Premiere zum gleichnamigen Theaterstück statt.

## Rezeption
Feuchtgebiete ist der erste Roman von Charlotte Roche. Ursprünglich sollte das Buch im Verlag Kiepenheuer & Witsch erscheinen, der aber das Werk als „pornografisch“ bezeichnete. Das Buch fand ein großes Medienecho und stieg kurz nach Veröffentlichung im März 2008 auf Platz eins der Spiegel-Bestsellerliste. In vielen Rezensionen wird der offene Umgang mit gesellschaftlichen Tabus und der unbefangene Erzählstil gelobt. Es finden sich jedoch auch kritische Meinungen, welche den derben Erzählstil sowie die schlichte Handlung oder den „Pseudo-Tabubruch“ kritisieren.
Zum gleichnamigen Theaterstück hieß es in der Süddeutschen Zeitung: „Offenbar hat die Regisseurin aus dem Mario-Barth-Effekt der Feuchtgebiete-Lesungen gelernt: Wenn das Tabu zum Kollektiverlebnis wird, mag vielleicht befreit gelacht werden, aber was so offenherzig daherkommt, ist doch nur doof und banal. Christina Friedrich macht aus dem Text ein Kondensat extremer Schmerz- und Lusterfahrungen einer jungen Frau – und nimmt Roches Figur damit ernster als die Autorin selbst.“
In der im ZDF ausgestrahlten Sendung Menschen 2008 äußerte sich der Literaturkritiker Marcel Reich-Ranicki in einem Interview ablehnend über das Werk, das er „sehr ekelig“ nannte sowie ein „pornographisches Buch“. In seinen Augen sei es „literarisch wertlos“.

## Bestseller des Jahres
Der Roman wurde zum Bestseller des Jahres 2008 ernannt. Laut dem Marktforschungsunternehmen Media Control wurde die Geschichte mehr als 1,3 Millionen Mal verkauft; das Buch stand 30 Wochen an der Spitze der Literatur-Charts und wurde in einer Auflage von zwei Millionen Exemplaren hergestellt.

## Ausgaben
- Charlotte Roche: Feuchtgebiete. Roman. 1. Auflage. DuMont Buchverlag, Köln 2008, ISBN 978-3-8321-8057-7. (32 Wochen lang in den Jahren 2008 und 2009 auf dem Platz 1 der Spiegel-Bestsellerliste)
- Charlotte Roche: Feuchtgebiete. Hörbuch, ungekürzte Lesung, Audiobook, 5 CDs. Random House Audio, ISBN 978-3-86604-872-0 (Gelesen von Charlotte Roche, Regie: Sabine Buß).
- Charlotte Roche: Feuchtgebiete. Einmalige illustrierte Ausgabe mit Zeichnungen der Autorin. DuMont, Köln 2008, ISBN 978-3-8321-8101-7.
- Charlotte Roche: Feuchtgebiete. Ungekürzte Taschenbuchausgabe. 1. Auflage. Ullstein Taschenbuch 28040, Berlin 2009, ISBN 978-3-548-28040-0.

## Bundesprüfstelle für jugendgefährdende Medien
Auf Antrag der Stadt Witten führte die Bundesprüfstelle für jugendgefährdende Medien ein Indizierungsverfahren gegen den Roman (Pr. 744/08), jedoch wurde eine Listenaufnahme abgelehnt.

## Verfilmung
In den deutschen Kinos startete die gleichnamige Verfilmung am 22. August 2013 und war mit fast einer Million Zuschauer einer der erfolgreichsten deutschen Filme des Jahres. Unter der Regie von David F. Wnendt. spielten neben Hauptdarstellerin Carla Juri auch Christoph Letkowski, Meret Becker, Axel Milberg, Edgar Selge und Marlen Kruse.

## Dokumentarfilme
- Feuchtgebiete erforschen – Charlotte Roche und ihre Leser. Dokumentation von Hilka Sinning, Deutschland 2009, ZDF/Arte, 52 min

## Theateraufführungen
- Neues Theater Halle (Uraufführung), Regie und Bühnenfassung: Christina Friedrich (2008)
- Theaterforum Kreuzberg, Berlin, Regie & Bühnenfassung: Lisa Graeme
- Brandenburger Theater, Regie und Bühnenfassung: Christiane Ziehl (2010)
- Kaltstart Festival & Hafenklang, Hamburg, Regie und Bühnenfassung: Peter Dorsch (2010)
- Garage X Theater Petersplatz, Wien, Regie: Angelika Zacek (2014)